# Grand Prix de Macao de Formule 3 2006
Le Grand Prix de Macao de Formule 3 2006 est la 53e édition de l'épreuve macanaise réservée aux monoplaces de Formule 3. Elle s'est déroulée du 17 au 19 novembre 2006 sur le tracé urbain de Guia.

## Engagés
| Écurie              | Voiture                | no | Pilotes               |
| ------------------- | ---------------------- | -- | --------------------- |
| Manor Motorsport    | Dallara Mercedes-HWA   | 1  | Kohei Hirate          |
| Manor Motorsport    | Dallara Mercedes-HWA   | 2  | Kazuki Nakajima       |
| Manor Motorsport    | Dallara Mercedes-HWA   | 3  | James Jakes           |
| ASM Formule 3       | Dallara Mercedes-HWA   | 4  | Richard Antinucci     |
| ASM Formule 3       | Dallara Mercedes-HWA   | 5  | Paul di Resta         |
| ASM Formule 3       | Dallara Mercedes-HWA   | 6  | Kamui Kobayashi       |
| Tom's               | Dallara Toyota-Tom's   | 7  | Adrian Sutil          |
| Tom's               | Dallara Toyota-Tom's   | 8  | Kazuya Oshima         |
| Carlin Motorsport   | Dallara Honda-Mugen NB | 9  | Sebastian Vettel      |
| Carlin Motorsport   | Dallara Honda-Mugen NB | 10 | Oliver Jarvis         |
| Carlin Motorsport   | Dallara Honda-Mugen NB | 11 | Sébastien Buemi       |
| Carlin Motorsport   | Dallara Honda-Mugen NB | 12 | Maro Engel            |
| Three Bond Racing   | Dallara Nissan-Tomei   | 14 | Fabio Carbone         |
| Fortec Motorsport   | Dallara Mercedes-HWA   | 15 | Yelmer Buurman        |
| Signature-Plus      | Dallara Mercedes-HWA   | 16 | Romain Grosjean       |
| Signature-Plus      | Dallara Mercedes-HWA   | 17 | Charlie Kimball       |
| Hitech Racing       | Dallara Mercedes-HWA   | 18 | Marko Asmer           |
| Hitech Racing       | Dallara Mercedes-HWA   | 19 | Roldán Rodríguez      |
| Hitech Racing       | Dallara Mercedes-HWA   | 20 | Máximo Cortés         |
| Prema Powerteam     | Dallara Mercedes-HWA   | 21 | Koudai Tsukakoshi     |
| Prema Powerteam     | Dallara Mercedes-HWA   | 22 | Roberto Streit (en)   |
| Performance Racing  | Dallara Honda-Mugen NB | 23 | Rodolfo Avila         |
| Alan Docking Racing | Dallara Honda-Mugen NB | 24 | Jonathan Kennard (en) |
| Alan Docking Racing | Dallara Honda-Mugen NB | 26 | Lou Meng Cheong       |
| Double R Racing     | Dallara Mercedes-HWA   | 25 | Mike Conway           |
| Double R Racing     | Dallara Mercedes-HWA   | 26 | Stephen Jelley        |
| Ombra S.R.L         | Dallara Honda-Mugen NB | 28 | Michael Ho            |
| Ombra S.R.L         | Dallara Honda-Mugen NB | 29 | Mauro Massironi       |
| Swiss Racing Team   | Dallara Opel-Spiess    | 30 | Jo Merszei            |
| Swiss Racing Team   | Dallara Toyota-Tom's   | 31 | Kit Meng Lei          |
| EMS Racing          | Dallara Toyota-Tom's   | 32 | Daisuke Ikeda         |
| ZAP Speed           | Dallara Toyota-Tom's   | 33 | James Winslow         |

## Grille de départ
La grille de départ a été déterminée par une course qualificative de 10 tours remportée par le Japonais Kamui Kobayashi en 22 min 45 s 199.
| 1re ligne : | 1re ligne : | 1.Kamui Kobayashi ( Japon)              | 2.Marko Asmer ( Estonie)         |
| 2e ligne :  | 2e ligne :  | 3.Kohei Hirate ( Japon)                 | 4.Paul di Resta ( Royaume-Uni)   |
| 3e ligne :  | 3e ligne :  | 5.Koudai Tsukakoshi ( Japon)            | 6.Adrian Sutil ( Allemagne)      |
| 4e ligne :  | 4e ligne :  | 7.Mike Conway ( Royaume-Uni)            | 8.Kazuki Nakajima ( Japon)       |
| 5e ligne :  | 5e ligne :  | 9.Richard Antinucci ( États-Unis)       | 10.Charlie Kimball ( États-Unis) |
| 6e ligne :  | 6e ligne :  | 11.Oliver Jarvis ( Royaume-Uni)         | 12.Sébastien Buemi ( Suisse)     |
| 7e ligne :  | 7e ligne :  | 13.Stephen Jelley ( Royaume-Uni)        | 14.Daisuke Ikeda ( Japon)        |
| 8e ligne :  | 8e ligne :  | 15.Romain Grosjean ( France)            | 16.Kazuya Oshima ( Japon)        |
| 9e ligne :  | 9e ligne :  | 17.Mauro Massironi ( Italie)            | 18.Maximo Cortes ( Espagne)      |
| 10e ligne : | 10e ligne : | 19.James Winslow ( Royaume-Uni)         | 20.James Jakes ( Royaume-Uni)    |
| 11e ligne : | 11e ligne : | 21.Roldán Rodríguez ( Espagne)          | 22.Fabio Carbone ( Brésil)       |
| 12e ligne : | 12e ligne : | 23.Michael Ho ( Macao)                  | 24.Rodolfo Avila ( Macao)        |
| 13e ligne : | 13e ligne : | 25.Lou Meng Cheong ( Macao)             | 26.Kit Meng Lei ( Macao)         |
| 14e ligne : | 14e ligne : | 27.Jo Merszei ( Macao)                  | 28.Sebastian Vettel ( Allemagne) |
| 15e ligne : | 15e ligne : | 29.Jonathan Kennard (en) ( Royaume-Uni) | 30.Yelmer Buurman ( Pays-Bas)    |
| 16e ligne : | 16e ligne : | 31.Roberto Streit (en) ( Brésil)        | 32.Maro Engel ( Allemagne)       |

## Classement
| Pos. | Pilote                | Voiture              | Tours | Temps/Abandon   | Gain de place |
| ---- | --------------------- | -------------------- | ----- | --------------- | ------------- |
| 1    | Mike Conway           | Dallara Mercedes-HWA | 15    | 39 min 35 s 404 | +6            |
| 2    | Richard Antinucci     | Dallara Mercedes-HWA | 15    | +1 s 489        | +7            |
| 3    | Adrian Sutil          | Dallara Toyota-TOMs  | 15    | +2 s 055        | +3            |
| 4    | Sébastien Buemi       | Dallara Honda-Mugen  | 15    | +7 s 409        | +8            |
| 5    | Romain Grosjean       | Dallara Mercedes-HWA | 15    | +8 s 752        | +10           |
| 6    | James Jakes           | Dallara Mercedes-HWA | 15    | +23 s 963       | +14           |
| 7    | Kazuya Oshima         | Dallara Toyota-TOMs  | 15    | +29 s 948       | +9            |
| 8    | Yelmer Buurman        | Dallara Mercedes-HWA | 15    | +35 s 978       | +22           |
| 9    | Maro Engel            | Dallara Honda-Mugen  | 15    | +36 s 494       | +23           |
| 10   | Fabio Carbone         | Dallara Nissan       | 15    | +36 s 904       | +12           |
| 11   | Stephen Jelley        | Dallara Mercedes-HWA | 15    | +44 s 681       | +2            |
| 12   | James Winslow         | Dallara Toyota-TOMs  | 15    | +45 s 128       | +7            |
| 13   | Marko Asmer           | Dallara Mercedes-HWA | 15    | +45 s 466       | -11           |
| 14   | Mauro Massironi       | Dallara Honda-Mugen  | 15    | +50 s 021       | +3            |
| 15   | Oliver Jarvis         | Dallara Honda-Mugen  | 15    | +50 s 142       | -4            |
| 16   | Jonathan Kennard (en) | Dallara Honda-Mugen  | 15    | +54 s 400       | +13           |
| 17   | Roldán Rodríguez      | Dallara Mercedes-HWA | 15    | +56 s 547       | +4            |
| 18   | Daisuke Ikeda         | Dallara Toyota-TOMs  | 15    | +58 s 457       | -4            |
| 19   | Kamui Kobayashi       | Dallara Mercedes-HWA | 15    | +1 min 02 s 141 | -18           |
| 20   | Michael Ho            | Dallara Honda-Mugen  | 15    | +1 min 46 s 823 | +3            |
| 21   | Charlie Kimball       | Dallara Mercedes-HWA | 15    | +2 min 03 s 556 | -11           |
| 22   | Lou Meng Cheong       | Dallara Honda-Mugen  | 15    | +2 min 06 s 282 | +3            |
| 23   | Sebastian Vettel      | Dallara Honda-Mugen  | 14    | +1 tour         | +5            |
| 24   | Roberto Streit (en)   | Dallara Mercedes-HWA | 14    | +1 tour         | +7            |
| 25   | Jo Merszei            | Dallara Toyota-TOMs  | 14    | +1 tour         | +2            |
| 26   | Kit Meng Lei          | Dallara Opel-Spiess  | 14    | +1 tour         | =             |
| 27   | Kohei Hirate          | Dallara Mercedes-HWA | 13    | +2 tours        | -24           |
| Ab.  | Koudai Tsukakoshi     | Dallara Mercedes-HWA | 12    | Retrait         | -23           |
| Ab.  | Kazuki Nakajima       | Dallara Mercedes-HWA | 10    | Accident        | -19           |
| Ab.  | Paul di Resta         | Dallara Mercedes-HWA | 0     | Accident        | -26           |
| Ab.  | Rodolfo Avila         | Dallara Honda-Mugen  | 0     | Collision       | -7            |
| Ab.  | Maximo Cortes         | Dallara Mercedes-HWA | 0     | Collision       | -14           |

Légende :
- Ab. = Abandon
- Meilleur tour : Roberto Streit (en) en 2 min 12 s 527 au 12e tour.